# Славов връх
Славов връх (Джаферица – до 1942 г., Слав – до 1945 г.) се намира в Източна Рила на височина 2306 m.
Разположен е на вододелното било на реките Марица и Места, на изток от Криворечката седловина. Върхът е скалист, изграден от южнобългарски гранити, а склоновете му са стръмни. От югоизточния му склон извира Чаирска река, начален приток на Сестримска река. Преобладават тъмнокафявите горски почви. Склоновете му в горната част са покрити с пасища, а в долната – с иглолистни гори. На северозапад от него се намира язовир „Белмекен“.